# 涧口乡
涧口乡，是中华人民共和国河南省洛陽市洛宁县下辖的一个乡镇级行政单位。

## 行政区划
涧口乡下辖以下地区：
涧口村、安坡村、砚凹村、草庄村、高湾村、院东村、院西村、西湾村、张村寨村、洪崖村、白草坡村、寺上村、上玉村、黄窑村、西玉村、东玉村、东村、明珠村、鳔池村和塔沟村。